# Lauri Tuohimaa
Lauri Tuohimaa (ur. 25 stycznia 1979) – fiński muzyk. Obecnie zamieszkały w Oulu. W latach 2004–2011 grał w zespole Charon. Lauri posiada także swój własny zespół Embraze. Na swoim koncie ma również współpracę z For My Pain..., Maple Cross, Creature,
Kallista Kakkaa i Division Bell.
Od 2012 roku występuje w zespole Cvalda.